# Herb Magidson
Herbert A. Magidson (født 7. januar 1906, død 2. januar 1986) var en amerikansk sangtekstforfatter. Hans arbejde blev brugt i over 23 film og fire Broadwayrevyer.
Han vandt den første Oscar for bedste sang i 1935.

## Biografi
Magidson blev født i Braddock, Pennsylvania. Han havde en tidlig interesse i magi og var som ung medlem af Pittsburgh Association of Magicians.
Han gik på University of Pittsburgh, og arbejdede i kort tid for en musikudgiver i New York City.
Den første film han skrev sangtekster til var Revyernes revy i 1929.
Magidson flyttede derefter til Hollywood i 1929, hvor han havde kontrakt med Warner Bros. for at skrive sange til film.
I 1935 vandt han den første Oscar for bedste sang sammen med Con Conrad for hans tekst til "The Continental", brugt i Continental fra 1934, med Fred Astaire og Ginger Rogers i hovedrollerne.
Magidson blev nomineret til en Oscar for bedste sang for sangene "Say a Prayer for the Boys Over There" fra filmen Din for evigt fra 1943 og "I'll Buy That Dream" fra filmen Sing Your Way Home
Magidson skrev sangtekster til over 23 film inklusiv: Nej, Nej, Nanette fra 1930, Gift of Gab¨ fra 1934, Sangen til livet fra 1935, George White's 1935 Scandals fra 1935, King Solomon of Broadway fra 1935, Miss Pacific Fleet fra 1935, Revykongen Ziegfeld fra 1936, Hats Off fra 1936, I'd Give My Life fra 1936, Radio City Revels fra 1938 og Sing Your Way Home fra 1945.
Magidson havde sine sidste hits i 1951, inklusiv sangen "Happiness".
Magidson samarbejdede med mange sangskrivere inklusiv: Con Conrad, Allie Wrubel, Carl Sigman, Sam H. Stept og Sammy Fain. Han blev indlemmet i Songwriters Hall of Fame i 1980.
Han døde på UCLA Medical Hospital i Beverly Hills, Californien som 79-årig, fem dage før hans 80-års fødselsdag.